# Cyonasua
Cyonasua és un gènere extint de carnívor de la família dels prociònids que visqué entre el Miocè superior i el Plistocè a Sud-amèrica. Se n'han trobat restes fòssils a l'Argentina, Bolívia, el Perú, l'Uruguai i Veneçuela. La majoria d'aquest material consisteix en restes cranials i dentals, amb alguns elements postcranials. Probablement vivia prop del mar o altres masses d'aigua. L'espècie tipus, C. argentina, devia tenir unes dimensions semblants a les d'un gos de mida mitjana.